# Power Metal (album)
Power Metal je čtvrté studiové album skupiny Pantera a první s Philem Anselmem na postu vokalisty. Album je poslední deskou pod jejich vlastním labelem Metal Magic Records, za kterým stojí otec Dimebaga (Diamonda) a Vinnieho Jerry Abbott. Na albu též hostuje a produkuje jej kytarista Marc Ferrari ze skupiny Keel.

## Seznam skladeb
| Pořadí         | Název            | Autor                                                 | Délka |
| -------------- | ---------------- | ----------------------------------------------------- | ----- |
| 1.             | Rock the World   |                                                       | 3:34  |
| 2.             | Power Metal      |                                                       | 3:53  |
| 3.             | We'll Meet Again |                                                       | 3:54  |
| 4.             | Over and Out     |                                                       | 5:06  |
| 5.             | Proud to Be Loud | Marc Ferrari                                          | 4:02  |
| 6.             | Down Below       | Diamond Darrell, Terry Glaze, Vinnie Paul, Rex Rocker | 2:49  |
| 7.             | Death Trap       |                                                       | 4:07  |
| 8.             | Hard Ride        |                                                       |       |
| 9.             | Burnnn!          |                                                       | 3:35  |
| 10.            | P*S*T*88         | Darrell, Paul, Rocker                                 | 2:51  |
| Celková délka: | Celková délka:   | Celková délka:                                        | 38:10 |

## Personál

### Pantera
- Phil Anselmo – zpěv (krom 10),doprovodné vokály, produkce (kromě 5)
- Diamond Darrell – kytary, zpěv (10), doprovodné vokály, remixing, produkce (kromě 5)
- Vinnie Paul – bicí, doprovodné vokály, engineering, remixing, production (except track 5)
- Rex Rocker – bass, tubular bells, background vocals, production (except track 5)

### Doprovodní/hostující muzikanti
- Marc Ferrari – kytara (3, 5), doprovodné vokály, produkce (5)
- "The Eld'n" – keyboard, engineering, remixing, produkce (except track 5)
- Tom Coyne – mastering